# Aeroporto di Košice
L'aeroporto di Košice, noto anche come aeroporto internazionale di Košice, in slovacco letisko Košice, (IATA: KSC, ICAO: LZKZ) e noto con il nome commerciale di Košice Airport o Košice International Airport, è un aeroporto slovacco situato presso la città di Košice, nell'omonima regione; l'aeroporto si trova nel quartiere di Barca, 6 km a sud dal centro della città. Con 496 708 passeggeri nel 2017 l'aeroporto è il 2º in Slovacchia per numero di passeggeri, dopo l'aeroporto di Bratislava.

## Storia
Il primo aeroporto a servizio della città di Košice risale al 1920, costruito nella zona di Južna Trieda inizialmente per uso militare. Il 5 maggio 1924 venne inaugurata la prima rotta civile con Bratislava, operata dalla Československé státní aerolinie (ČSA). Il collegamento venne interrotto durante la seconda guerra mondiale e ripristinato nel 1946, con l'inaugurazione della tratta Košice-Sliač-Bratislava-Brno-Praga.
L'aeroporto si rivelò presto inadeguato per i moderni aeroplani, cosicché nel 1950 ebbe inizio la costruzione di un nuovo aeroporto nell'area attualmente occupata dall'aerostazione nel quartiere di Barca. Tre anni dopo le operazioni cominciarono con una pista di 2 000 metri, una via di rullaggio e un'area di movimentazione. Nel 1954 vennero incominciati i lavori per la costruzione del nuovo terminal passeggeri, dell'hangar e della torre di controllo.
Nel 1955 fu creata una nuova rotta diretta tra Praga e Košice. Nel 1959 le scuole di volo militari vennero spostate a Košice e l'aeroporto di Barca riacquisì la duplice funzione civile e militare. A metà degli anni '60 il terminal venne ingrandito per far fronte all'aumento del traffico passeggeri e tra il 1974 e il 1977 la pista venne estesa di 1 100 metri, potenziando il sistema di illuminazione per ottemperare ai requisiti di instrument landing system dell'organizzazione internazionale dell'aviazione civile (ICAO). Ulteriori lavori di ammodernamento delle strutture e ricostruzione delle piste ebbe luogo tra il 1992 e il 1993.
Un nuovo terminal venne costruito a partire dal 2001 e fu inaugurato nel 2004, in concomitanza con la creazione della società di gestione "Letisko Košice – Airport Kosice, a.s." e con la dismissione dell'uso militare dell'aeroporto.

## Statistiche

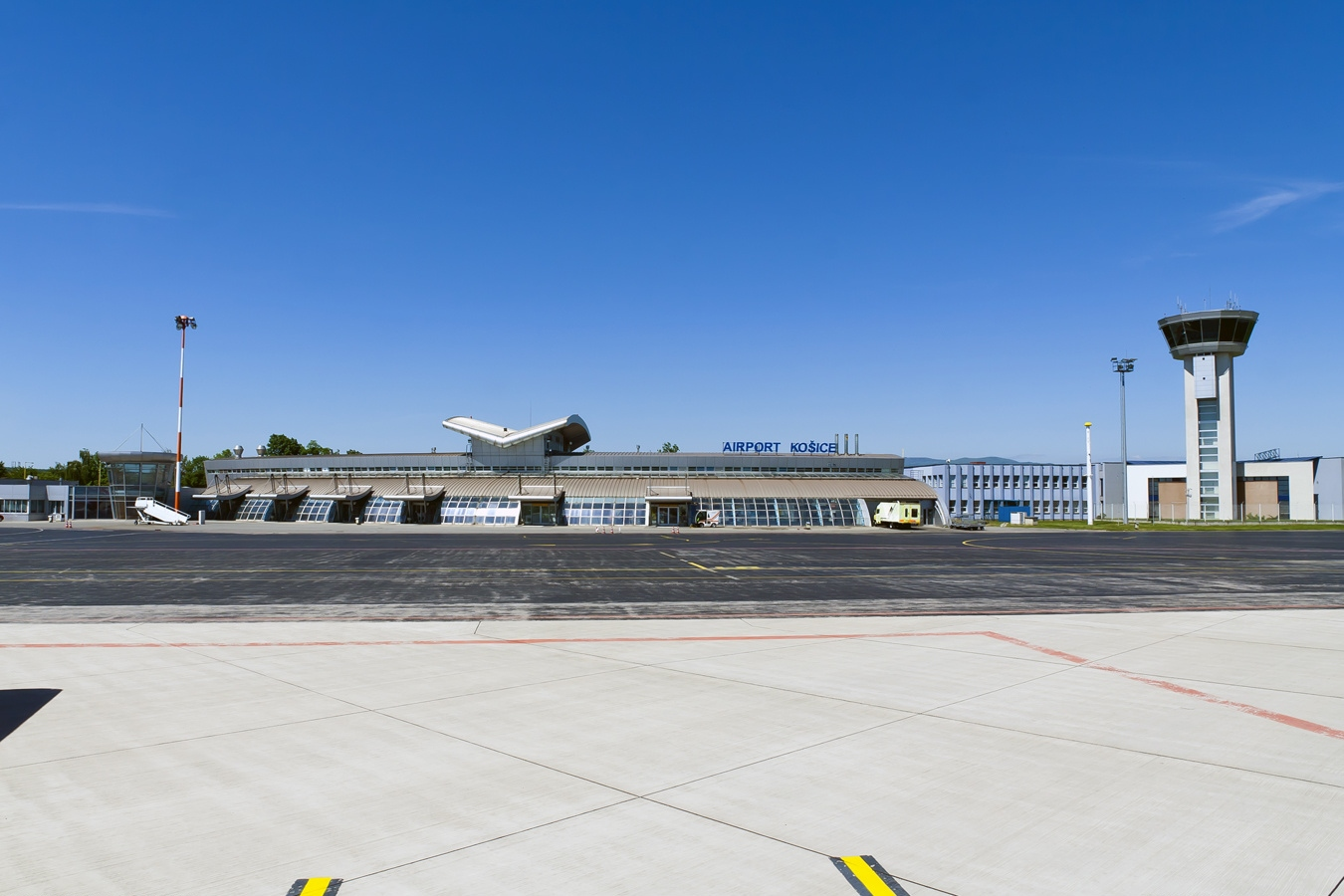
Il terminal dell'aeroporto di Košice.

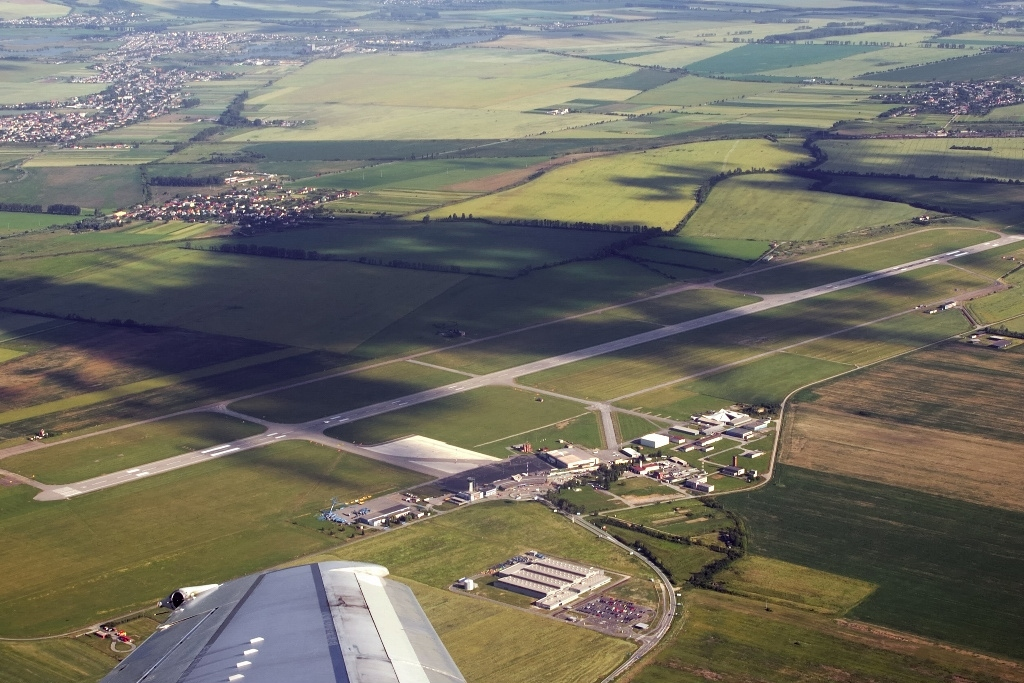
Vista aerea dell'aeroporto di Košice.

| Anno         | Passeggeri | Variazione | Cargo (ton) |
| ------------ | ---------- | ---------- | ----------- |
| 2018 Gennaio | 29 560     | 15.8%      |             |
| 2017         | 496 708    | 13.7%      | 106         |
| 2016         | 436 696    | 6.4%       | 88          |
| 2015         | 410 400    | 15.0%      |             |
| 2014         | 356 750    | 50.4%      |             |
| 2013         | 237 165    | 0.6%       |             |
| 2012         | 235 754    | 11.4%      |             |
| 2011         | 266 143    | 0.3%       |             |
| 2010         | 266 858    | 24.3%      |             |
| 2009         | 352 460    | 40.4%      | 446         |
| 2008         | 590 919    | 33.3%      | 457         |
| 2007         | 443 448    | 29.0%      | 264         |
| 2006         | 343 818    | 27.4%      | 323         |
| 2005         | 269 885    | 16.6%      | 448         |
| 2004         | 231 410    | 23.3%      | 368         |
| 2003         | 187 716    | 16.0%      | 322         |
| 2002         | 161 827    | 17.2%      | 257         |
| 2001         | 138 083    | 9.7%       | 500         |
| 2000         | 125 844    |            | 277         |